# Jenning de Boo
Jenning de Boo, född 22 januari 2004 i Groningen, är en nederländsk skridskoåkare.

## Karriär
de Boo började sin karriär i short track, vilket han tävlade i vid olympiska vinterspelen för ungdomar 2020 i Lausanne. Under 2022 tog de Boo guld på 500 meter vid junior-VM i Gdańsk.
2023 bytte de Boo till hastighetsåkning på skridskor och gick med i Team Reggeborgh. I februari 2023 tog han silver tillsammans med Sijmen Egberts och Tim Prins i lagsprint vid junior-VM i Inzell. I december 2023 tog de Boo guld på både 500 och 1 000 meter vid nederländska mästerskapen och på 1 000 meter noterade han den snabbaste varvtiden genom tiderna i Thialf på 24,4 sekunder samt den femte snabbaste sluttiden på 1.07,36.
I januari 2024 tog de Boo guld på 500 meter vid EM i Heerenveen. Han tog även silver på 1 000 meter och brons tillsammans med Stefan Westenbroek och Wesly Dijs i lagsprint. Följande månad tog de Boo silver i lagsprint tillsammans med Janno Botman och Tim Prins vid distans-VM i Calgary, endast två tusendelar bakom guldmedaljören Kanada. I mars 2024 tog han silver vid sprint-VM i Inzell, endast besegrad av kinesiske Ning Zhongyan.
I januari 2025 tog de Boo guld i sprint vid EM i Heerenveen.

## Personliga rekord
| Distans     | Tid     | Datum           | Plats                 |
| ----------- | ------- | --------------- | --------------------- |
| 500 meter   | 33,87   | 26 januari 2025 | Olympic Oval, Calgary |
| 1 000 meter | 1.06,05 | 25 januari 2025 | Olympic Oval, Calgary |
| 1 500 meter | 1.49,13 | 19 oktober 2024 | Thialf, Heerenveen    |